# Parc provincial Akamina-Kishinena
Le parc provincial Akamina-Kishinena est un parc provincial de la Colombie-Britannique situé à l'extrême sud-est de la province. Il est situé dans la région l'ouest de la Continental Divide et a été créée en dans le but de compléter la protection offert par le parc national des Lacs-Waterton et le parc national de Glacier.